# Австралійська міфологія
Вірування аборигенів — вірування туземних племен Австралії. Найважливіша складова вірувань аборигенів — тотемізм, що водночас виступає як система племінної організації. Велике значення мають культові предмети (наприклад, чуринґа), обряди, пов'язані із тотемом (інтічіума), магія. Важливу функцію виконують міфи. Поняття божества існує в зародковій формі.
Загальною серед корінних австралійців є віра, що світ, людина, різні тварини і рослини були створені якимись надприродними істотами, які потім або піднялися в небо, або пішли в землю.
Згідно з міфами, людина і світ з'явилися в Час сновидінь (англ. Dream Time). Внаслідок низки дій надприродних істот змінився фізичний ландшафт, а людина набула теперішнього вигляду. Персонажів цих актів творіння не описують величними. Більшість центральноавстралійських міфів про створення розповідають лише про тривалі й монотонні мандрівки різних надприродних істот. Під час цих мандрівок вони міняли ландшафт, створювали рослин і тварин, і виконували обряди, які з тих пір повторюють аборигени. 